# Sommelier

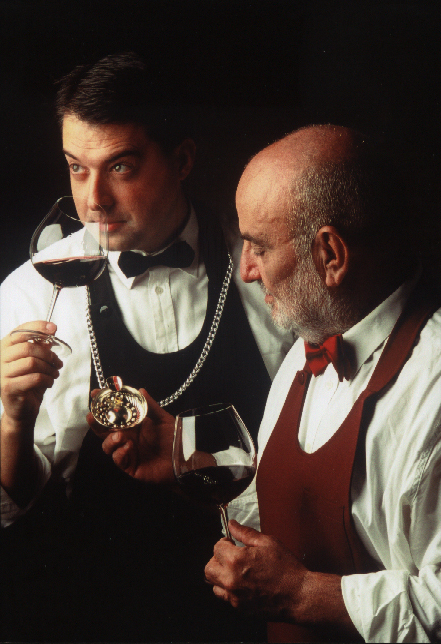
Sommelier-k borkóstolás közben. Az ezüstláncon lógó „tastevin” nevű eszköz elengedhetetlen a munkájukhoz

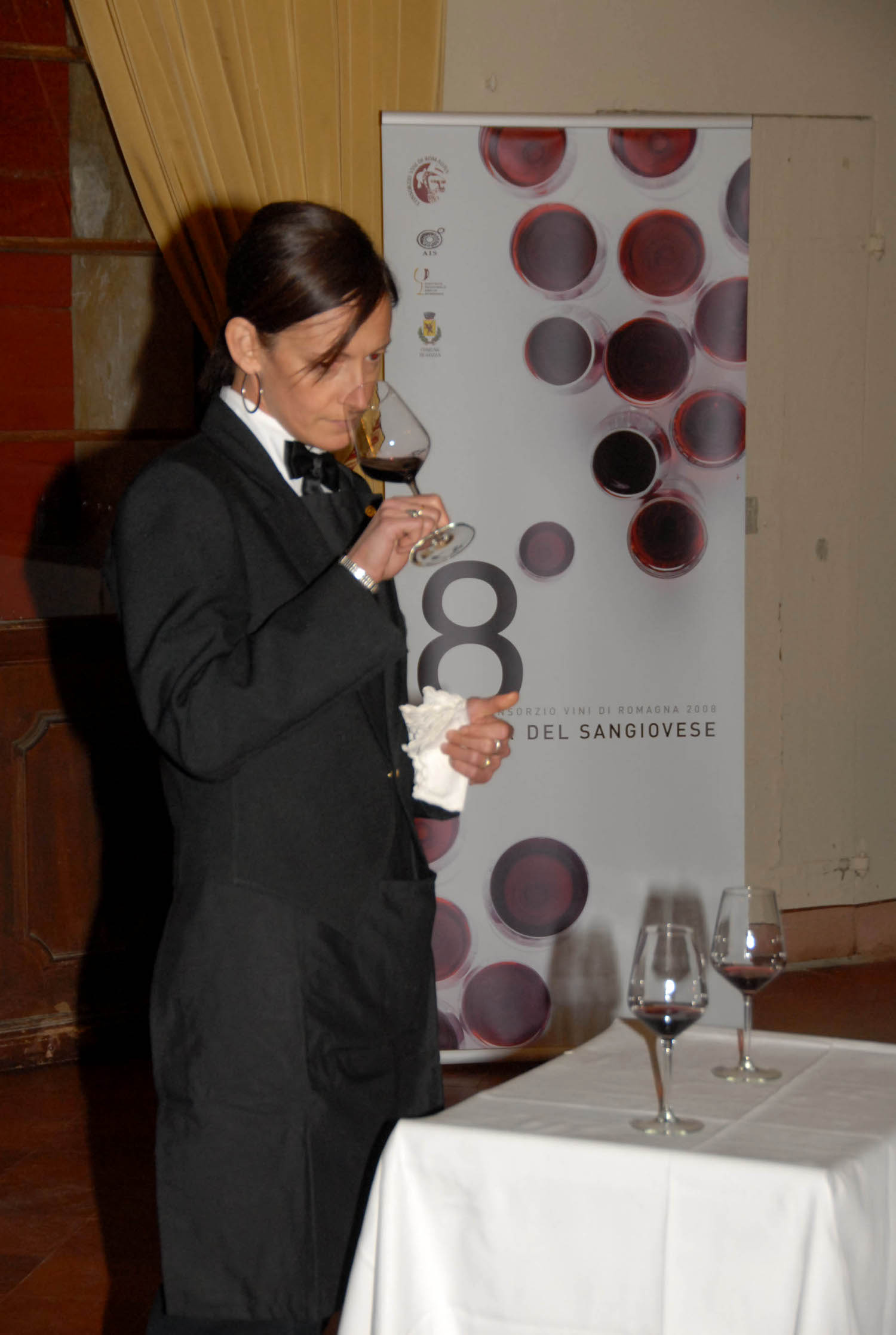
Simona Bizzarri, a Sangiovese Master sommelier-verseny első helyezettje (2008)

A sommelier ([ˈsɒməljeɪ], [sʌməlˈjeɪ], [sɔməlje]) francia eredetű szó, amelyet magyarosan szomelijé formában írnak át. A kifejezés egy speciálisan képzett szakembert jelöl, aki az éttermek borválasztékáért, a borok felszolgálásáért és az étel–bor párosításokért felel. Magyar megfelelőjeként olykor a „borszakértő” vagy – történelmibb kontextusban – a „pohárnok” is használatos, ám a gasztronómiai szaknyelvben Magyarországon főként az eredeti francia „sommelier” forma honosodott meg.
A sommelier kisebb mértékben egyéb italok kiválasztásáért, ételekhez párosításáért és felszolgálásáért is felelős, főleg színvonalas éttermekben foglalkoztatják, de alkalmaznak sommelier-t a nagyobb pincészetekben is.

## A  sommelier szó eredete
A „sommelier” szó a középkori ófrancia „saumalier” vagy „sommelier” kifejezésből ered, amely eredetileg a teherhordó állatokkal (például öszvérekkel) foglalkozó személyt jelentett. A a szó latin közvetítéssel a görög sagma („tehernyereg”) szóból vezethető le.
A középkorban a „sommelier” olyan személy volt, aki a királyi udvar vagy más nemesi háztartás ellátmányának szállításáért felelt, gyakran teherhordó állatok segítségével. Később a feladatkör átalakult, és a „sommelier” a borokért és más italokért felelős udvari tisztviselővé szerepbe került, aki a borok kiválasztásáért, tárolásáért és felszolgálásáért volt felelős.

## A sommelier napjainkban
A sommelier napjainkban az éttermek, borbárok, pincészetek gasztronómiai szakembere, aki széleskörű borismerettel és érzékszervi bírálati tapasztalattal rendelkezik. 
Feladatai messze túlmutatnak a bor felszolgálásán: a sommelier felel a borlap összeállításáért, az étel-ital párosítások kidolgozásáért, a beszerzések lebonyolításáért, valamint a készletek nyilvántartásáért és tárolásáért. Teendői legismertebb része az éttermi tevékenység: a bor ételekhez párosítása és a felszolgálás. Ehhez azonban ismerniük szükséges a bor teljes életciklusát a szőlőműveléstől kezdve a szüretelésen és a pincemunkákon át a borfogyasztás etikettjéig. Ha egy bor nem tiszta, nincs is szükség további tesztre, mert az nem iható. Ez az oka annak, hogy a világ borkereskedői kizárólag a tastevin nevű eszközt használták a villamos energia megjelenéséig. Az 1900-as évek elejéig gyakorlatilag minden borkereskedőnek volt egy ezüstből készült tesztelő eszköz a zsebében vagy a nyakában a jellegzetes láncon. Alapvetően nem is volt szükségük másra a kóstoláshoz, a saját személyes észlelésükben bíztak.

## Sommelier-képzés
A sommelier-k tudásukat tanfolyamokon és éttermi gyakorlat során szerzik meg. Szakmai felkészültségük kiterjed a világ bortermő vidékeire, a szőlőfajták és borkészítési eljárások ismeretére, továbbá a pezsgők, párlatok és egyes esetekben a kávé, tea vagy szivarok világára is. Egyes országokban – például Franciaországban vagy Olaszországban – a sommelier-k gyakran szakképesítést is szereznek, például a Court of Master Sommeliers vagy a Wine & Spirit Education Trust (WSET) által kiállított tanúsítványt.
A sommelier a vendéglátásban kiemelt presztízsű szerepet tölt be, különösen a fine dining éttermekben. Feladata a vendég borélményének emelése – szakértelmével hozzásegít a bor és étel közötti harmónia megteremtéséhez, valamint támogatja az étterem arculatát és borforgalmát.
Magyarországon az utóbbi két évtizedben egyre több étterem alkalmaz diplomás sommelier-t, és a szakma ismertsége is nőtt a gasztrokultúra fejlődésével párhuzamosan.

## Sommelier-versenyek
A sommelier-tevékenység része lett a borfesztiváloknak, borvacsoráknak, sőt, a televíziós gasztroműsoroknak is.
A sommelier-versenyek rendszeressé váltak az egész világon. A világ legjelentősebb sommelier versenye a Best Sommelier of the World, amelyet az Association de la Sommellerie Internationale (ASI) kétévente rendez meg. A versenynek minden alkalommal más ország ad otthont, így eddig többek között Tokióban, Brüsszelben, Antwerpenben, 2023-ban pedig Párizsban került sor a megmérettetésre. A következő világversenyt 2026-ban Rigában tervezik megrendezni. A világbajnokságra csak a nemzeti és kontinentális bajnokságok legjobbjai juthatnak el, így a verseny különösen magas színvonalú és presztízsű eseménynek számít a szakmában.
A kontinensbajnokságok közül az egyik legfontosabb az ASI Best Sommelier of Europe & Africa, amely az európai és afrikai sommelier-k számára biztosít nemzetközi versenyzési lehetőséget. Ezt a versenyt is váltakozó helyszíneken tartják, például korábban Belgrádban, Bordeaux-ban vagy a ciprusi Limassolban. Az amerikai kontinens legjobbjai a Best Sommelier of the Americas versenyen mérik össze tudásukat, amelyet többek között Chilében, Kanadában vagy Mexikóban rendeztek meg az elmúlt években.
A francia nyelvterületen régi hagyománya van a Trophée Ruinart vagy más néven Trophée Michelin versenyeknek, amelyeket Franciaországban, Svájcban és Belgiumban rendeznek, gyakran pezsgőházak és nagy gasztronómiai márkák támogatásával. Emellett különösen nagy szakmai tekintélynek örvend a Court of Master Sommeliers által működtetett minősítési rendszer is, amely elsősorban az Egyesült Államokban és az Egyesült Királyságban működik, és bár nem klasszikus verseny, hanem vizsgarendszer, a megszerzett címek és tanúsítványok a sommelier szakma csúcsát jelentik.
A Magyar Sommelier Club 2022 óta a nemzetközi szövetség előírásainak megfelelően, angol nyelven, külföldi borokkal, szervezi a nyitott magyar sommelier bajnokságot Open Hungarian Sommelier Championship néven. A bajnokság nyertese képviselheti hazánkat az európai vagy világbajnokságon. A verseny helyszíne jellemzően Budapest vagy egy kiemelt hazai borvidék, és célja nemcsak a tehetséggondozás, hanem a magyar borkultúra nemzetközi ismertségének növelése is. 2024-ben Sebastian Giraldo Makovej lett a bajnok. A “Best Young Sommelier” díjjal a legjobb 30 év alatti versenyzőt, Novák Dávidot jutalmazták.